# Кенні Каннінгем (1985)
Не плутати з ірландським футболістом, учасником ЧС-2002, Кенні Каннінгемом.
Кенні Каннінгем (ісп. Kenny Cunningham; нар. 7 червня 1985, Лимон) — костариканський футболіст, що грає на позиції нападника.

## Клубна кар'єра
Розпочав грати у футбол на батьківщині, де виступав за низку клубів. У лютому 2012 року став гравцем клубу другого дивізіону Джей-ліги «Гайнаре Тотторі», але пропустив велику частину сезону через рідкісне захворювання. У січні 2013 року він переїхав до Болівії, щоб грати за «Зе Стронгест». В обох клубах він виступав разом зі своїм співвітчизником Роєм Смітом.
26 липня 2013 року Каннінгем підписав дворічний контракт з новозеландським клубом «Веллінгтон Фенікс» з австралійської A-ліги. Гравця було рекомендовано тренеру клубу Еріну Мерріку колегою Каннінгема по збірній Коста-Рики Карлосом Ернандесом, що вже виступав за «Фенікс». У новій команді Кенні зіграв два сезони, також кілька матчів він провів за «Веллінгтон Фенікс Резервз», що виступав у вищому дивізіоні Нової Зеландії.
2015 року повернувся на батьківщину, де виступав за «Ередіано», «Уругвай де Коронадо» та «Сантос де Гвапілес».

## Виступи за збірну
Дебютував 12 грудня 2011 року в офіційних матчах у складі національної збірної Коста-Рики в товариській грі проти Куби (1:1), в якому вийшов на заміну і забив свій перший гол за збірну. У складі збірної був учасником розіграшу Золотого кубка КОНКАКАФ 2013 року у США, проте у заявку на чемпіонат світу не потрапив. Всього у формі головної команди країни зіграв 14 матчів і забив 1 гол.

## Статистика
| Збірна Коста-Рики | Збірна Коста-Рики | Збірна Коста-Рики |
| Роки              | Ігри              | голи              |
| ----------------- | ----------------- | ----------------- |
| 2011              | 2                 | 1                 |
| 2012              | 1                 | 0                 |
| 2013              | 8                 | 0                 |
| 2014              | 2                 | 0                 |
| 2015              | 0                 | 0                 |
| 2016              | 1                 | 0                 |
| Усього            | 14                | 1                 |